# Sougé (Loir i Cher)
Sougé és un municipi francès, situat al departament del Loir i Cher i a la regió de Centre – Vall del Loira. L'any 2007 tenia 475 habitants.

## Demografia

### Població
El 2007 la població de fet de Sougé era de 475 persones. Hi havia 214 famílies, de les quals 76 eren unipersonals (48 homes vivint sols i 28 dones vivint soles), 71 parelles sense fills, 55 parelles amb fills i 12 famílies monoparentals amb fills.
La població ha evolucionat segons el següent gràfic:
Habitants censats

### Habitatges
El 2007 hi havia 334 habitatges, 220 eren l'habitatge principal de la família, 84 eren segones residències i 31 estaven desocupats. 320 eren cases i 8 eren apartaments. Dels 220 habitatges principals, 186 estaven ocupats pels seus propietaris, 24 estaven llogats i ocupats pels llogaters i 10 estaven cedits a títol gratuït; 3 tenien una cambra, 21 en tenien dues, 47 en tenien tres, 65 en tenien quatre i 84 en tenien cinc o més. 144 habitatges disposaven pel capbaix d'una plaça de pàrquing. A 111 habitatges hi havia un automòbil i a 80 n'hi havia dos o més.

### Piràmide de població
La piràmide de població per edats i sexe el 2009 era:
| Homes | Edats   | Dones |
| ----- | ------- | ----- |
| 0     | 95 o +  | 0     |
| 0     | 90 a 94 | 0     |
| 0     | 85 a 89 | 4     |
| 8     | 80 a 84 | 0     |
| 12    | 75 a 79 | 28    |
| 12    | 70 a 74 | 32    |
| 12    | 65 a 69 | 20    |
| 28    | 60 a 64 | 12    |
| 4     | 55 a 59 | 8     |
| 24    | 50 a 54 | 12    |
| 20    | 45 a 49 | 16    |
| 8     | 40 a 44 | 8     |
| 8     | 35 a 39 | 24    |
| 8     | 30 a 34 | 8     |
| 20    | 25 a 29 | 4     |
| 8     | 20 a 24 | 12    |
| 24    | 15 a 19 | 20    |
| 0     | 10 a 14 | 12    |
| 16    | 5 a 9   | 12    |
| 12    | 0 a 4   | 4     |

## Economia
El 2007 la població en edat de treballar era de 276 persones, 205 eren actives i 71 eren inactives. De les 205 persones actives 190 estaven ocupades (101 homes i 89 dones) i 15 estaven aturades (6 homes i 9 dones). De les 71 persones inactives 35 estaven jubilades, 22 estaven estudiant i 14 estaven classificades com a «altres inactius».

### Ingressos
El 2009 a Sougé hi havia 219 unitats fiscals que integraven 464,5 persones, la mediana anual d'ingressos fiscals per persona era de 17.785 €.

### Activitats econòmiques
Dels 14 establiments que hi havia el 2007, 1 era d'una empresa alimentària, 2 d'empreses de fabricació d'altres productes industrials, 6 d'empreses de construcció, 4 d'empreses de comerç i reparació d'automòbils i 1 d'una empresa d'hostatgeria i restauració.
Dels 7 establiments de servei als particulars que hi havia el 2009, 1 era un taller de reparació d'automòbils i de material agrícola, 2 paletes, 2 fusteries, 1 lampisteria i 1 restaurant.
Dels 2 establiments comercials que hi havia el 2009, 1 era una botiga de menys de 120 m² i 1 una fleca.
L'any 2000 a Sougé hi havia 22 explotacions agrícoles que ocupaven un total de 1.008 hectàrees.

## Equipaments sanitaris i escolars
El 2009 hi havia una escola elemental integrada dins d'un grup escolar amb les comunes properes formant una escola dispersa.

## Poblacions més properes
El següent diagrama mostra les poblacions més properes.